# Девітт (округ, Техас)
Шаблон:StateAbbr_ 29°05′ пн. ш. 97°22′ зх. д. / 29.08° пн. ш. 97.36° зх. д.
Округ Девітт (англ. DeWitt County) — округ (графство) у штаті Техас, США. Ідентифікатор округу 48123.

## Історія
Округ утворений 1846 року.

## Демографія
За даними перепису 2000 року загальне населення округу становило 20013 осіб, зокрема міського населення було 9553, а сільського — 10460. Серед мешканців округу чоловіків було 10276, а жінок — 9737. В окрузі було 7207 домогосподарств, 5132 родин, які мешкали в 8756 будинках. Середній розмір родини становив 3,04.
Віковий розподіл населення поданий у таблиці:
| Стать    | До 15 років | 15-21 | 22-29 | 30-39 | 40-49 | 50-65 | 65-85 | Понад 85 |
| -------- | ----------- | ----- | ----- | ----- | ----- | ----- | ----- | -------- |
| Чоловіки | 1962        | 955   | 783   | 1677  | 1763  | 1595  | 1402  | 139      |
| Жінки    | 1847        | 892   | 698   | 1166  | 1309  | 1585  | 1804  | 436      |

## Суміжні округи
- Лавака — північний схід
- Вікторія — південний схід
- Голіад — південь
- Карнс — південний захід
- Ґонсалес — північний захід

## Виноски
1. ↑  Texas State Historical Association, Barkley R. R., Tyler R. C. Handbook of Texas — Texas State Historical Association, 1952. — ISBN 978-0-87611-151-2
2. ↑  U.S. Decennial Census. United States Census Bureau. Архів оригіналу за 26 квітня 2015. Процитовано 22 квітня 2015.
3. ↑  Texas Almanac: Population History of Counties from 1850–2010 (PDF). Texas Almanac. Архів оригіналу (PDF) за 26 лютого 2015. Процитовано 22 квітня 2015.
4. ↑  State & County QuickFacts. United States Census Bureau. Архів оригіналу за 18 жовтня 2011. Процитовано 10 грудня 2013.(англ.) Наведено за англійською вікіпедією.
5. ↑  American FactFinder. Бюро перепису населення США. Архів оригіналу за 21 травня 2008. Процитовано 31 січня 2008.

| США | Це незавершена стаття з географії США. Ви можете допомогти проєкту, виправивши або дописавши її. |